# Арбрюк
Арбрюк (нім. Ahrbrück) — громада в Німеччині, розташована в землі Рейнланд-Пфальц. Входить до складу району Арвайлер. Складова частина об'єднання громад Альтенар.
Площа — 12,57 км2. Населення становить 1166 ос. (станом на 31 грудня 2020).